# Castiarina danesi
Castiarina danesi es una especie de escarabajo del género Castiarina, familia Buprestidae. Fue descrita científicamente por Obenberger en 1933.